# Municipio Roma X (2001-2013)
Municipio Roma X, già "Circoscrizione X", è stata la denominazione della decima suddivisione amministrativa di Roma Capitale, situata a est del centro storico, lungo l'asse della via Tuscolana.
Con la delibera n.11 dell'11 marzo 2013, l'Assemblea Capitolina lo accorpa con l'ex Municipio Roma IX ed istituisce il nuovo Municipio Roma VII.

## Geografia fisica

### Territorio
Il suo territorio era suddiviso in undici Zone Urbanistiche e la sua popolazione così distribuita:
| M. Roma X (Cinecittà)  |         |
| 10a Don Bosco          | 54 175  |
| 10b Appio Claudio      | 30 276  |
| 10c Quarto Miglio      | 11 052  |
| 10d Pignatelli         | 6 910   |
| 10e Lucrezia Romana    | 4 700   |
| 10f Osteria del Curato | 21 552  |
| 10g Romanina           | 7 828   |
| 10h Gregna             | 6 813   |
| 10i Barcaccia          | 10 325  |
| 10l Morena             | 29 844  |
| 10x Ciampino           | 407     |
| Non Localizzati        | 315     |
| Totale                 | 184 197 |

Il territorio si estendeva sui seguenti quartieri:
- Q. VIII Tuscolano
- Q. XXIV Don Bosco

- Q. XXV Appio Claudio
- Q. XXVI Appio-Pignatelli

e sulle seguenti zone:
- Z. XV Torre Maura
- Z. XVI Torrenova
- Z. XVII Torre Gaia

- Z. XVIII Capannelle
- Z. XIX Casal Morena
- Z. XX Aeroporto di Ciampino

I confini del territorio sono a nord l'autostrada Roma-Napoli e l'ex aeroporto di Centocelle, a ovest la vecchia borgata del Quadraro e il parco dell'Appia Antica, a sud la via Appia Nuova e il comune di Ciampino, a est i comuni di Grottaferrata e Frascati.

## Storia
Il tessuto urbanistico risale al secondo dopoguerra. La tipologia edilizia della parte più vicina al centro è quella intensiva, con palazzi alti e pochissimo verde tipica degli anni cinquanta e sessanta (Don Bosco e Appio Claudio). L'unica eccezione sono le costruzioni dell'INA-Casa tra viale Spartaco e via Selinunte, con case in linea, a torre e unifamiliari dal disegno urbano originale realizzate dai migliori architetti "neorealistici" dell'epoca, tra cui Adalberto Libera.
Man mano che ci si allontana verso la periferia prevalgono invece sia edificazioni estensive almeno in parte nate abusivamente (Quarto Miglio, Statuario, Capannelle, Osteria del Curato, Morena, Gregna, Romanina, Vermicino, Passolombardo), sia quartieri moderni con maggiore dotazione di verde pubblico (Cinecittà Est, Torre di Mezzavia, Nuova Romanina, Nuova Tor Vergata).
Nell'ambito del nuovo Piano regolatore generale romano, è in corso di pianificazione la centralità urbana di Anagnina-Romanina.

## Luoghi rilevanti
- Parco degli Acquedotti con i sette acquedotti romani e papali: Anio Vetus (sotterraneo), Marcia, Tepula, Iulia e Felice (sovrapposti), Claudia e Anio Novus (sovrapposti)
- Villa dei Sette Bassi, di epoca romana
- Ippodromo delle Capannelle, inaugurato nel 1881 e ricostruito nel 1926
- Aeroporto internazionale Giovan Battista Pastine, costruito come base militare nel 1916 e poi esteso ai voli civili
- Ex Istituto Luce in piazza di Cinecittà, attualmente sede del Municipio
- Studi cinematografici di Cinecittà, inaugurati nel 1937 e legati al nome di Federico Fellini
- Centro Sperimentale di Cinematografia, la cui sede attuale fu inaugurata nel 1940
- Basilica di San Giovanni Bosco, consacrata nel 1959
- Centri commerciali: Cinecittà Due, Romanina, Anagnina (con Ikea), Tor Vergata, Domus
- Officine Marconi, vecchio stabilimento industriale della Italcable recentemente ristrutturato come centro culturale[3]

## Presidenti del Municipio
| Periodo | Periodo | Presidente    | Partito                              | Carica     | Note |
| ------- | ------- | ------------- | ------------------------------------ | ---------- | ---- |
| 2001    | 2013    | Sandro Medici | Partito della Rifondazione Comunista | Presidente |      |

## Collegamenti
|  | È raggiungibile dalla stazione di Capannelle. |

|  | È raggiungibile dalla stazione di Capannelle. |

7 stazioni della linea A della metropolitana sorgono dentro il Municipio, compreso il grande nodo di scambio di Anagnina con i capolinea dei bus extraurbani COTRAL sulle direttrici Tuscolana, Casilina, Anagnina, Appia e Nettunense.
L'unica stazione ferroviaria del territorio è quella delle Capannelle, sulla linea ferroviaria Roma-Cassino-Napoli, che nell'ambito del servizio metropolitano corrisponde alla FR4 e alla FR6.
La mobilità su gomma è assicurata in direzione fuori Roma dalla SS 215 Tuscolana, dalla SS 511 Anagnina e dalla diramazione dell'autostrada Roma-Napoli. I collegamenti tangenziali sono rappresentati invece dagli assi di viale Togliatti, via di Torre Spaccata-via delle Capannelle, via di Tor Vergata-via di Casal Morena e dal Grande Raccordo Anulare.